# Wet wapens en munitie
De Wet wapens en munitie is een Nederlandse wet, die samen met de daarop gebaseerde Regeling Wapens en munitie de genoemde zaken regelt. De wet is bedoeld om de schadelijke effecten van wapens in de samenleving terug te dringen. Van oorsprong was het verbod op vuurwapens in Nederland (zoals vervat in de Vuurwapenwet 1919) bedoeld om de positie van de overheid veilig te stellen.

## Geschiedenis
De eerste wapenwetgeving in Nederland ontstond aan het eind van de 19e eeuw. In 1890 kwam reeds de Wapenwet tot stand die verbodsbepalingen tegen het dragen van wapens bevatte. Na het eindigen van de Eerste Wereldoorlog braken er in diverse landen revoluties uit die het oude staatsbestuur omverwierpen. Omdat de Nederlandse overheid zich zorgen maakte dat het Nederlandse volk zich met behulp van vuurwapens tegen haar kon keren vaardigde zij de Vuurwapenwet 1919 uit. Deze gaf geen verbod op het houden van vuurwapens, maar verbood wel de levering van vuurwapens aan niet-gerechtigden. De Wet wapens en munitie van 1986 verving deze twee wetten en de Wet tot wering van ongewenste handwapenen 1965. In de praktijk werd het werken met de nieuwe Wet wapens en munitie als bijzonder onpraktisch ervaren, daarom besloot de wetgever tot een ingrijpende herziening. Deze herziening kwam tot stand bij wet van 16 november 1995, Stb. 579, houdende herziening van de Wet wapens en munitie. Deze wet bleek niet overeenkomstig art. 8 lid 1 Richtlijn 83/189/EEG van de Europese Gemeenschappen aan de Commissie te zijn medegedeeld, waardoor het wetsvoorstel werd ingetrokken. De nieuwe WWM werd opnieuw vastgesteld en van een notificatie voorzien en werd op 1 januari 1997 van kracht.

## Beschrijving van de wet
Artikel 13, eerste lid, bepaalt dat het verboden is een wapen van categorie I te vervaardigen, te transformeren, voor derden te herstellen, over te dragen, voorhanden te hebben, te dragen, te vervoeren, te doen binnenkomen of te doen uitgaan.
De wet maakt onderscheid tussen het voorhanden hebben van een wapen en het dragen van een wapen. Dat is als volgt gedefinieerd:
- 'Voorhanden hebben' betekent dat iemand over een wapen kan beschikken. Dat is ook het geval als hij het opgeborgen heeft in een bergplaats waar hij de sleutel van heeft.
- 'Een wapen dragen' betekent het 'voor het grijpen hebben', terwijl iemand zich op een openbare plaats bevindt.

Het bezit van een wapen van de lichtste categorie (IV), bijvoorbeeld een sabel, is legaal voor burgers van 18 jaar en ouder. Het is verboden om met dit soort wapens over straat te lopen.

### Categorieën voor wapens
De Wet wapens en munitie onderscheidt vier categorieën wapens.
Het gaat om de volgende categorieën:
- Categorie I. De wapens in deze categorie zijn niet-vuurwapens, waarvan de overheid het bezit door iedereen buiten de overheid zelf heeft verboden.
Voorbeelden: ballistische messen, ploertendoders, wurgstokjes, boksbeugels, en voorwerpen die zodanig op een wapen lijken dat zij voor bedreiging of afdreiging geschikt zijn. De kleur van een nepwapen telt niet mee om te bepalen of het nepwapen sprekend lijkt op een echt (vuur)wapen. Het enige dat telt, zijn de vorm en de afmeting van het nepwapen.[6]
- Categorie II. Tot de wapens in deze categorie behoren wapens waarvan het gebruik en bezit door de overheid wettelijk beperkt wordt tot haarzelf (de krijgsmacht en de politie) en een selectieve groep gespecialiseerde verzamelaars die aan bepaalde door de overheid gestelde voorwaarden voldoen. 
Voorbeelden: automatische vuurwapens, pepperspray, stroomstootwapens, etc. Daarnaast "voorwerpen bestemd voor het treffen van personen of zaken door vuur of door middel van ontploffing, met uitzondering van explosieven voor civiel gebruik indien met betrekking tot deze explosieven erkenning is verleend overeenkomstig de Wet explosieven voor civiel gebruik."[7]
- Categorie III. Deze categorie bevat wapens waarvan de overheid het bezit wettelijk beperkt tot zichzelf en iedereen die zij daarvoor een vergunning toekent. 
Voorbeelden: wapens ten behoeve van jagers, sportschutters, wapenverzamelaars etc. Er wordt een specifieke uitzondering gemaakt voor alarmpistolen die aan bepaalde eisen voldoen.
- Categorie IV. Tot deze categorie behoren de wapens die niet door de overheid verboden zijn om in huis te hebben, maar wel om deze publiekelijk te dragen. Voor luchtwapens geldt ook de regel dat ze geen gelijkenis mogen hebben met een vuurwapen, anders vallen ze onder Categorie I. Ook hier maakt de overheid voor zichzelf een uitzondering - dit verbod geldt niet voor de krijgsmacht en de politie. 
Voorbeelden: degens, zwaarden, sabels, wapenstokken, kruisbogen, harpoen, paintballmarkers, luchtwapens.

Sommige wapens zijn vrijgesteld van de verboden die voor de categorie waar zij in vallen gelden. Dit betreft vooral antieke wapens. Welke wapens dat zijn is te vinden in artikel 18 van de Regeling Wapens en Munitie.

### Categorieën voor munitie
Voor munitie bestaan twee categorieën: II en III. Munitie valt in de categorie van het vuurwapen waar het voor bedoeld is, hoewel het wel mogelijk is om bepaalde categorie II munitie met een categorie III vuurwapen te verschieten of vice versa. Aangezien categorie I en IV geen munitie gebruiken omdat vuurwapens niet in die categorieën behoren, valt het dus onder categorie II en III.

### Wapenvergunning
Mensen die een legitieme reden hebben om een (vuur)wapen te bezitten, zoals sportschutters, kunnen een wapenvergunning, in officiële termen een verlof tot voorhanden hebben van een (vuur)wapen en munitie genoemd, aanvragen voor een wapen uit categorie III. Die vergunning moet bij de korpschef van de politie worden aangevraagd, met daarbij de motivatie. Bij jagers wordt het wapen bijgeschreven op de jachtakte. In alle gevallen wordt gekeken of de aanvrager een aantekening in het Justitieel Documentatie Register (strafblad) heeft.
Voor zeegaande schepen kan in uitzonderingsgevallen verlof worden gegeven voor de aanwezigheid van één vuistvuurwapen (pistool of revolver) en één geweer.
In Nederland zijn ongeveer 70.000 wapenvergunningen afgegeven, grofweg 40.000 daarvan zijn afgegeven aan sportschutters, de resterende 30.000 zijn grotendeels afgegeven aan jagers.
Eind 2007 startte de overheid een campagne om het wapengebruik onder jongeren terug te dringen. Volgens het ministerie van Justitie dragen jongeren een wapen omdat zij zich dan veiliger voelen. Politieagenten onder verantwoordelijkheid van het Ministerie van Justitie en Veiligheid zijn zelf bewapend met pepperspray, een wapenstok en een Walther P99 semiautomatisch vuurwapen. Politieagenten, militairen en bepaalde andere ambtenaren hebben geen vergunning nodig om hun dienstwapen voorhanden te hebben, maar er zijn geen uitzonderingen voor privébezit. Er gelden daarnaast aanvullende wetten, waar in staat dat privégebruik van het dienstwapen strafbaar is (bijv. opslaan in legeringskamer of woning).
Vanaf 1 mei 2012 gelden verscherpte regels voor het bezitten van steekwapens.

### Maximumstraffen
Sinds 15 november 2000 zijn de straffen voor illegaal wapenbezit en illegale wapenhandel fors verhoogd. Zo is bijvoorbeeld:
- De maximumstraf voor het illegaal voorhanden hebben van een stiletto negen maanden gevangenisstraf of een geldboete van € 4500,-. (Tot 1 februari 2006 was het maximum drie maanden gevangenisstraf.)
- De maximumstraf voor het illegaal voorhanden hebben van een geweer, een gevangenisstraf van vier jaar of een geldboete van € 45.000,-.
- De maximumstraf voor het beroepsmatig illegaal handelen in pistolen is acht jaar gevangenisstraf of een geldboete van € 45.000,-.

## Het belang van de Wet wapens en munitie
Ieder voorwerp kan in principe als wapen gebruikt worden, van keukenmes tot automobiel. Tegenstanders van het wapenbezit zeggen dat door het bezit van vuurwapens te beperken, sommige gevallen van doodslag voorkomen kunnen worden. De statistieken die gehanteerd worden om dit aan te tonen, nemen alle gevallen in aanmerking, ook afrekeningen in het criminele milieu en moorden begaan door misdadigers.
Voor legaal vuurwapenbezit wordt een vergunningenbeleid gevoerd waarbij personen die na een degelijk antecedentenonderzoek verlof hebben verkregen nog aan allerlei beperkingen onderworpen worden. De beslissing wie in aanmerking komt om een vuurwapen te bezitten is, in het geval van verzamelaars en sportschutters, neergelegd bij diverse particuliere organisaties.

## Airsoft
Ook airsoftspelers krijgen via de wet beperkingen opgelegd. Aangezien de airsoftwapens die hierbij gebruikt worden nabootsingen van echte wapens zijn, vallen ze onder de Wet wapens en munitie. De overheid staat op het standpunt dat deze wapens geschikt zijn voor be- en afdreiging en daarom gevaar kunnen opleveren. Daarom zijn sinds 14 januari 2013 regels van kracht die het slechts onder strenge voorwaarden legaal maken een dergelijk airsoftapparaat te bezitten. Hiervoor is onder andere een lidmaatschap vereist van een erkende airsoft-vereniging (zoals het NABV), en een V.O.G. Deze Ministeriele regeling staat overigens sterk ter discussie omdat een recente uitspraak van de rechtbank heeft bepaald dat de Minister een aanvraag tot ontheffing tot het voorhanden hebben van airsoftapparaten ook zelf in behandeling moet nemen; ook al staat een in zijn ogen "makkelijkere" weg open door een N.A.B.V. pas aan te vragen. De rechtbank heeft overwogen dat het beroep dat appellant deed op zijn recht zich niet te verenigen in de N.A.B.V. opweegt tegen de minister zijn oordeel dat hij van de vrijstellingsregeling uit de Regeling wapens en munitie gebruik kan maken.